# Zelda Williams
Pour les articles homonymes, voir Williams.
Zelda Rae Williams, est une actrice américaine, née le 31 juillet 1989 à New York.
Elle est la fille de l'acteur Robin Williams. Son prénom est inspiré de la princesse Zelda du jeu vidéo The Legend of Zelda, sorti en 1986, qui était le jeu préféré de son père.

## Biographie
Zelda Williams débute à la télévision, et joue son premier rôle dans le téléfilm In Search of Dr. Seuss.
En 2004, Zelda joue pour la première fois au cinéma et interprète le rôle de Melissa Loggia dans le film Le Prince de Greenwich Village, dans lequel son père joue également.
En 2007, elle est dans le film indépendant Were the World Mine puis joue dans les films d'horreur Don't Look Up et Detention et le thriller Luster.
En juin 2011, Zelda apparaît, en compagnie de son père, dans la publicité du jeu vidéo The Legend of Zelda: Ocarina of Time 3D sur Nintendo 3DS ainsi que dans les spots publicitaires de The Legend of Zelda: Skyward Sword sur Wii. Elle apparaît aussi dans le clip vidéo de Cobra Starship You make me feel… et dans le clip vidéo de Wynter Gordon Buy My Love.
En 2013, elle joue dans la troisième saison de la série Teen Wolf.
En 2014, elle participe au salon du jeu vidéo E3 qui se déroule du 10 au 12 juin afin de présenter un nouveau jeu vidéo de Nintendo. Elle prête également sa voix au personnage de Kuvira dans la quatrième saison de La Légende de Korra.
Zelda Williams passe ensuite à la réalisation avec le long métrage Lisa Frankenstein, prévu pour 2024.

### Vie privée
En 2015, Zelda Williams a fait son coming out en tant que bisexuelle sur Twitter en déclarant « As a bi woman, I didn't see it as an 'all women are bi' ending, but a 'some women could be' possibility. But that's me »,.

## Filmographie
Sauf indication contraire, les informations mentionnées dans cette section peuvent être confirmées par la base de données cinématographiques IMDb,  présente dans la section « Liens externes ».

### Actrice
- 1994 : In Search of Mr. Seus (téléfilm)
- 1995 : Nine Months - Imprevisti d'amore : Comparsa
- 2004 : Le Prince de Greenwich Village : Melissa Loggia
- 2008 : Were the World Mine : Frankie
- 2009 : Don't Look Up : Matya
- 2009 : Luster : Victor
- 2009 : Detention : Sara
- 2010 : The Frankenstein Brothers : Kelly Martinson
- 2011 : You Make Me Feel - clip de Cobra Starship
- 2013 : Teen Wolf : Caitlin
- 2014 : La Légende de Korra : Kuvira (voix)
- 2016 : Dead of Summer : Un été maudit : Drew Reeves / Andrea Dalton
- 2017 : Stitchers : Zelda (saison 3 épisode 6)
- 2018 : Esprits criminels : Melissa Miller (saison 13 épisode 9)
- 2018 : Le Destin des Tortues Ninja : Cassandra Jones (voix)

### Réalisatrice
Cinéma
- 2024 : Lisa Frankenstein

Clips musicaux
- 2016 : Save my Soul de JoJo
- 2018 : Invisible d'Anna Clendening
- 2019 : Dead End d'Anna Clendening
- 2019 : Bend & Break d'Anna Clendening
- 2020 : Lonely Hearts de JoJo
- 2020 : Think About You de JoJo